# Ernst von Roehl
Ernst Karl Gustav Wilhelm von Roehl  (* 1. Mai 1825 in Breslau; † 19. September 1881 in Hamm) war ein preußischer Major sowie Forscher auf dem Gebiet der Paläobotanik. Sein botanisches Autorenkürzel lautet „Roehl“.

## Leben
Ernst von Roehl, Sohn des Generals der Infanterie Johann Ernst Gustav von Roehl (1799–1867), trat nach dem Besuch der Realschule in Düsseldorf im Jahr 1843 als Freiwilliger in die Preußische Armee ein und machte sowohl die Kämpfe 1848 gegen Dänemark als auch 1849 bei den Unruhen im Rheinland mit, wobei er bis zum Major vorrückte. Im Jahr 1869 trat er aus dem Militärdienst aus, um sich für eine Anstellung im Postfach vorzubereiten, wurde jedoch bei dem Ausbruch des Krieges gegen Frankreich 1870 in den aktiven Militärdienst zurückversetzt und beteiligte sich mit Auszeichnung an verschiedenen kriegerischen Unternehmungen, für die er mit Verleihung des Eisernen Kreuzes II. Klasse, des bayerischen Militärverdienstordens, des hessischen Ludwigsordens und des sächsischen Albrechtsordens belohnt wurde. 
Während seiner Aufenthalte in verschiedenen Garnisonsstädten, namentlich in Hamm, entwickelte er sein starkes Interesse an den Naturwissenschaften, insbesondere an der Geologie. Er begann mit großem Eifer Mineralien und Pflanzenfossilien des westfälischen Kohlengebirges zu sammeln, die er in seltener Vollständigkeit zusammenbrachte. Er entschloss sich, über die Flora des Karbon in Westfalen ein umfassendes Werk zu publizieren. Es erschien 1868 im 18. Band der Dunker’schen Paläontographica mit 32 Tafeln sorgfältig gezeichneter Abbildungen und genauen Beschreibungen. Das Werk wird als eine hervorragende wissenschaftliche Leistung geschätzt, die sich insbesondere dadurch auszeichnet, dass von den einzelnen Pflanzenarten das Vorkommen auf den verschiedenen Kohlenflözen genau angegeben ist. Diese Leistung fand Anerkennung durch die Verleihung der großherzoglich oldenburgischen Medaille für Wissenschaft und Kunst im Jahr 1869. Indes blieb die erwähnte Publikation die einzige größere wissenschaftliche Leistung, mit der von Roehl hervortrat. Kleinere Abhandlungen wie die über Nickelkies, über Cyclopteris- und Neuropterisarten sind in den Verhandlungen des Naturhistorischen Vereins der Rheinlande und Westfalens erschienen. 
1881 wurde er zum Mitglied der Deutschen Akademie der Naturforscher Leopoldina gewählt.
Von Roehl erlag einem hartnäckigen Leiden in der Nacht vom 18. auf den 19. September 1881 in Hamm.

## Veröffentlichungen
- Fossile Flora der Steinkohlen-Formation Westphalens einschliesslich Piesberg bei Osnabrück. In: Wilhelm Dunker (Hrsg.): Paläontographica Bd. 18, Kassel 1868, S. 1–192 (Digitalisat).